# Portimonense Sporting Clube
El Portimonense Sporting Clube és un club de futbol de la ciutat de Portimão, Portugal. El club fou fundat el 1914.

## Palmarès
- Segona divisió portuguesa de futbol: 
  - 2016-17
- II Divisão (tercera categoria):
  - 2001